# 아에로수르의 운항 노선
아래는 아에로수르의 취항지 목록이다. (2012년 1월 기준)
본 항공사는 2012년 7월 20일에 자회사와 동시에 파산되면서 사실상 소멸되고 말았다.

## 중앙아메리카
- 도미니카공화국
  - 푼타카나 - 푼타카나 국제공항

## 유럽
- 스페인
  - 마드리드 - 마드리드 바하라스 국제공항

## 북아메리카
- 미국
  - 마이애미 - 마이애미 국제공항
  - 워싱턴 D.C. - 워싱턴 덜레스 국제공항

## 남아메리카
- 아르헨티나
  - 부에노스 아이레스 - 미니스토로 피스타리니 국제공항
- 볼리비아
  - 코비자 - 캡틴 아니발 아라브 공항
  - 코차밤바 - 호르헤 윈스터맨 국제공항
  - 라파즈 - 엘알토 국제공항
  - 푸에르토 수와레즈 - 푸에르토 수와레즈 국제공항
  - 산타크루스데라시에라
    - 비루비루 국제공항 허브
    - 엘트롬필요 공항

  - 수크레 - 주안다 아주드르 드 빠디야 국제공항
  - 타라하 - 캐피탈 오렐 라플라자 공항
- 브라질
  - 상파울루 - 상파울루 구아룰류스 국제공항
- 파라과이
  - 아순시온 - 실비오 페티로시 국제공항
- 페루
  - 쿠스코 - 알레한드로 벨라스코 아스테테 국제공항